# Andraste
Andraste was een Keltische godin van de Iceni. Zij werd geattesteerd tussen de 1e eeuw v.Chr. en de 1e eeuw. Deze stamgodin werd aldus Dio Cassius door Boudica ingeroepen voor bijstand bij de strijd tegen de Romeinse invasie van Britannia in het jaar 61:

Ik dank u, Andraste, en doe beroep op u als van vrouw tot vrouw [...] degenen over wie ik heers zijn de Britten, mannen die niet weten hoe de grond te verbouwen of handel te drijven, maar die grondige kunde van de oorlogskunst bezitten en die alles in gemeenschap hebben, zelfs kinderen en vrouwen, zodat deze laatsten er dezelfde waarde hebben als de mannen. Als koningin, dus, van zulke mannen en van zulke vrouwen, smeek ik u en bid ik u om overwinning, levensbehoud, en vrijheid tegenover mannen die onbeschaamd, onrechtvaardig, onverzadigbaar en opdringerig zijn.

Andraste wordt slechts een enkele maal vernoemd. Mogelijk was zij dezelfde als Andate, die later door dezelfde bron wordt vermeld en daar beschreven als 'hun naam voor Overwinning, dat wil zeggen de godin Victoria.
Thayer bevestigt dat ze ook met Andarta in verband kan worden gebracht. De godin Victoria staat in verband tot de Griekse Nikè, Bellona, Magna Mater, Cybele, en Vacuna—godinnen die vaak op strijdwagens worden afgebeeld.

## Terminologie
Ontleding van de naam als and- + -raste, maakt het mogelijk het Sanskriet woord andhas aan te halen, dat 'Soma, Somasap' betekent, en het Latijnse rōs 'dauw' of rōstrum 'snavel, giettuit'.